# Henri Dievenbach
Hendrikus Anthonius Dievenbach (* 25. Juli 1872 in Haarlem; † 16. Januar 1946 in Laren) war ein niederländischer Maler.

## Leben
Henri Dievenbach wurde Lehrling an der Zeichenschule für Kunsthandwerk in Haarlem und besuchte dann die Kunstgewerbeschule in Amsterdam. Von 1892 bis 1896 studierte er an der Rijksakademie van beeldende kunsten (Staatsakademie) in Amsterdam unter August Allebé, Dake, Leenhof und Nicolaas van der Waay. Dievenbach wohnte und arbeitete bis 1896 in Haarlem und Amsterdam und zwischen 1899 und 1910 in Hilversum. Danach ließ er sich in Laren nieder und wohnte dort bis zu seinem Tod. Zwischenzeitlich arbeitete er auch in Nordbrabant oder in Overijssel.
Dievenbach unterrichtete auch andere Künstler, wie J. W. Henke, J. C. Verhoeven und J. H. Viertelhausen.
Dievenbach war in der Larener Kunstszene sehr aktiv. Er war Mitglied einiger Künstlervereinigungen wie St. Lucas und Arti et Amicitiae, beide in Amsterdam. Von der Künstlervereinigung Laren-Blaricum war er im Januar 1921 sogar Mitbegründer.

## Werk

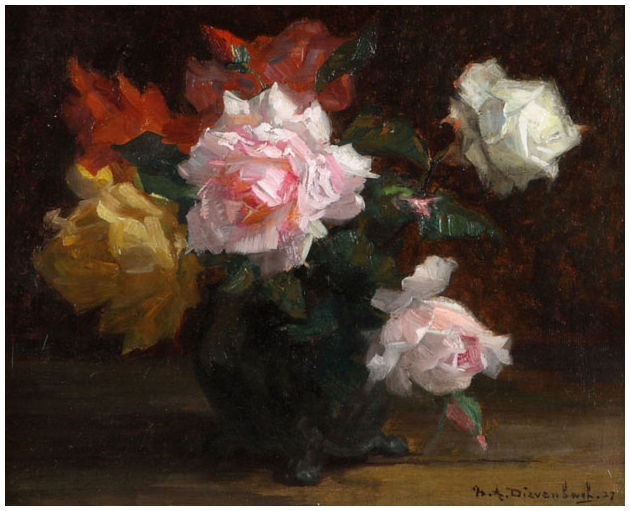
Rosen

Er malte und zeichnete vor allem das Interieur von Bauernhöfen mit Figuren, schuf aber auch Stillleben (vor allem Blumen) und Porträts. Am 9. August 1939 schrieb das Handelsblad: „Stilleben vollkommen in seiner Geltung und mit schönem Ausdruck.“ Dievenbach malte in der Tradition der Larener Schule. Er hat auch einige Radierungen hinterlassen.
Einige seiner Bilder sind heute im Gemeindehaus von Laren zu besichtigen.